# 北海道道329号新旭川停車場線
北海道道329号新旭川停車場線（ほっかいどうどう329ごう しんあさひかわていしゃじょうせん）は、北海道旭川市内を結ぶ一般道道（北海道道）である。

## 概要

### 路線データ
- 起点：北海道旭川市東8条6丁目（JR北海道 宗谷本線・石北本線 新旭川駅）
- 終点：北海道旭川市花咲町1丁目（国道40号・北海道道72号旭川幌加内線交点）
- 路線延長：2.0 km（総延長）

## 歴史
- 1960年（昭和35年）4月1日 - 320号として路線認定[1]。
- 1994年（平成6年）10月1日 - 路線番号を329号に変更[2]。

## 路線状況

### 道路施設
主な橋梁
- 金星橋（石狩川）＝旭川市東3条5丁目 - 旭川市花咲町1丁目

## 地理

### 通過する自治体
- 上川総合振興局
  - 旭川市

### 交差する道路
旭川市
- 国道40号 - 花咲町1丁目（終点）
- 北海道道72号旭川幌加内線 - 花咲町1丁目（終点）

### 沿線にある施設など
旭川市
- JR北海道 宗谷本線・石北本線 新旭川駅 - 東8条6丁目
- 旭川市立東五条小学校 - 東5条5丁目
- 旭川東警察署金星交番 - 東3条5丁目1-39
- 花咲スポーツ公園 - 花咲町